# Лебедев, Николай Ильич
Николай Ильич Лебедев (1847—1902) — гласный Тверской городской Думы, председатель совета старейшин Твери, титулярный советник, нотариус г. Твери (1880—1902). Общественный деятель, меценат, председатель попечительского совета Мариинской женской гимназии, действительный член Тверского общества любителей археологии, истории и естествознания, член совета и помощник попечительницы Тверского благотворительного общества «Доброхотная копейка», член Тверского местного управления общества Красного Креста, уполномоченный Тверского отделения попечительства Императрицы Марии Александровны о слепых, председатель правления Тверского общества взаимного страхования от огня имуществ, член Тверского вольного пожарного общества и общества вспомоществования бедным ученикам Тверской гимназии, член общества спасания на водах Тверского округа.

## Биография
Родился в 1847 году в семье потомственного священнослужителя Ильи Ивановича Лебедева (1821 г.р., с 1850 г. — настоятель Церкви Петра и Павла в Крева-Назарово Вышневолоцкого уезда Тверской губернии). Мать — Любовь Арсеньевна Лебедева (1827).
6 сентября 1870 года канцелярский чиновник Тверского окружного суда (коллежский регистратор) Н.И. Лебедев берет в жены девицу Елизавету Ивановну Добросердову (дочь священника Вышневолоцкого Казанского собора Иоанна Добросердова).
В брошюре, посвященной 35-летию Тверского общественного собрания, председателем Совета старшин которого с 1884 года был Н.И. Лебедев, о нём писали так: «Импонирующая внешность и высокие душевные качества создали ему популярность во всех классах городского населения. О его доброте и меценатстве слагались легенды. Бывали не раз случаи, что когда приглашенные им первоклассные артисты не делали почему-либо сбора и терпели убытки, последние Николай Ильич покрывал щедрою рукою».
На всех поприщах деятельность неутомимого общественника была столь заметна, что Николая Ильича Лебедева приглашают и в другие общественные организации, так что в «Адрес-календаре на 1901 год» он упомянут уже 19 раз, а в 1902 году, последнем в его жизни, — 15.
Адрес-календарь — официальный справочник, издававшийся как централизованно, так и в губерниях и областях Российской империи. В общероссийских адрес-календарях приводились списки чинов придворного штата, государственных учреждений гражданского, военного и духовного ведомств как столичных так и по всем губерниям и областям. А также указывались сведения о должностных лицах других крупных учреждений. Для каждого — имя, отчество, фамилия, звание, чин, должность.
Когда весной 1902 года Н.И. Лебедев по состоянию здоровья вынужден был оставить председательствование в Совете старшин, Общественное собрание приняло специальное заявление, в котором отметило особое значение деятельности Н. И. Лебедева и избрало его почетным членом Собрания.
«Если вспомнить эту деятельность во всех подробностях, — говорилось в заявлении, — то все должны согласиться, что Николай Ильич для интереса Общественного Собрания нес не один свой досуг, но и дорогое для него время, кроме того, здесь была его душа, здесь было его сердце. Нет ни одного более или менее заметного в Общественном Собрании доброго результата в его поступательном развитии, для достижения коего Николай Ильич не принес бы своего труда, средств и доброго совета, а в прискорбных случаях своего сердечного соболезнования и старания устранить их».
Стоит при этом заметить, что столь высокая общественная активность Н.И. Лебедева не только не мешала его профессиональной деятельности в качестве нотариуса, но и прямо способствовала ей. Широкие связи и обширные личные знакомства наряду с безупречной личной репутацией обеспечивали Николаю Ильичу постоянную клиентуру. Не случайно нотариальная контора Лебедева была самой высокодоходной не только в Твери, но и во всей губернии.
Умер 23 сентября 1902 года в возрасте 54 лет от апоплексического удара, погребён на Иоаннопредтеченском кладбище в Твери.

## Семья
- Сестра — Мария Ильинична Лебедева (1850)
- Жена — Елизавета Ивановна Лебедева (ур. — Добросердова, 1852 г.р.)
- Дочь — (ур. — Лебедева) Лидия Николаевна (1872)
- Дочь — (ур. — Лебедева) Ольга Николаевна (1873), жена Александра Александровича Черве́н-Вода́ли, русского политического деятеля, члена Российского правительства, соратника адмирала А. В. Колчака (Министр внутренних дел). Окончила Высшие женские курсы в Петербурге (1899). В 1917 году некоторое время возглавляла семейную нотариальную контору. Во время Гражданской войны работала в госпитале Красного Креста Добровольческой армии. (http://www.famhist.ru/famhist/shatunovskaj/002003e0.htm)
- Сын — Лебедев Виктор Николаевич (1874), российский и советский юрист, муж российской предпринимательницы и мецената Веры Ивановны Фирсановой. В Советском Союзе В. Н. Лебедев работал в комиссии по перераспределению национализированных (а точнее говоря, конфискованных) материальных ценностей.
- Сын — Лебедев Николай Николаевич (187?), российский военный хирург, осуществил первую успешную хирургическую операцию на открытом сердце
- Дочь — (ур. — Лебедева) Варвара Николаевна (1879)
- Сын — Лебедев Владимир Николаевич (1882), русский и советский биолог, зоолог, цитолог, автор исследований строения различных клеток, режиссёр научно-популярного кино, основоположник научной микрокиносъёмки, разработал метод замедленной киносъемки живых объектов. Лауреат Сталинской премии второй степени (1941). Профессор.